# Aphonopelma bicoloratum
Aphonopelma bicoloratum är en spindelart som beskrevs av Struchen, Brändle och Schmidt 1996. Aphonopelma bicoloratum ingår i släktet Aphonopelma och familjen fågelspindlar. Inga underarter finns listade i Catalogue of Life.